# Tecchio dei Merli
Il Tecchio dei Merli è una montagna dell'Appennino Tosco-Emiliano alta 1.644 metri sul livello del mare, situata in prossimità del confine tra Emilia e Toscana, con la vetta interamente nel territorio del comune di Bagnone, in provincia di Massa-Carrara, in Lunigiana, nell'ambito del territorio del Parco Nazionale dell'Appennino Tosco-Emiliano. Il complesso montagnoso è però spartito tra i comuni di Bagnone e di Licciana Nardi, dal lato da cui si dirama la valle di Apella.

## L'origine del nome
Il nome del monte deriva da un termine dialettale, intraducibile letteralmente in italiano.
La Tedtia o techia è parola femminile singolare che identifica un unico massiccio pietroso o un pietrone che si differenzia per le sue dimensioni da quelli circostanti. 
Il Tecchio dei Merli (tradotto in dialetto al maschile, al Tedtj di Merli) è un massiccio roccioso ben visibile dal Monte Bragalata (1.835 m), dal Monte Losanna (1.840 m), dal Monte Sillara (1.861 m), ma anche dal Monte Paitino (1.815 m) e dal Monte Matto (1.837 m).
Deve la sua denominazione alla presenza del merlo, in grosso numero, sebbene non difetti la presenza del falco e della poiana. Non è raro ammirare la montagna insieme alla visuale di passeriformi in volo, quasi a dominio della cima a loro dedicata.

## La montagna e i percorsi
Il Tecchio dei Merli è circondato da boschi di faggi e raggiungibile sia dalla valle di Jera, sia da quella di Compione, di cui rappresenta il naturale spartiacque. Al suo fianco, sono visibili due cime minori, il Monte Santa Maria (1.603 m) e Cima La Barca (1.516 m), entrambe visibili da Jera e da larga parte del comune di Bagnone.